# Poslon
Poslon (cyr. Послон) – wieś w Serbii, w okręgu niszawskim, w gminie Ražanj. W 2011 roku liczyła 191 mieszkańców.